# John Kells Ingram
John Kells Ingram (* 7. Juli 1823 in Templecarn (Pettigo), County Donegal; † 1. Mai 1907 in Dublin) war ein irischer Dichter, Philologe, Nationalökonom und Historiker. Darüber hinaus war er ein irischer Patriot, und das Streben Irlands nach Unabhängigkeit von Großbritannien spielte in seinem Leben auch eine bedeutende Rolle.

## Leben
Ingram wurde in dem kleinen Ort Templecarn in der nördlichsten Grafschaft Irlands geboren, also in einer stark ländlich geprägten Umgebung Anfang des 19. Jahrhunderts.
In seine Lebenszeit fiel die Kartoffelfäule, die zur Hungersnot von 1845–1849 führte. Er stammte von schottischen presbyterianischen Einwanderern ab, die in jener Zeit stark von den Idealen der Französischen Revolution und des Amerikanischen Unabhängigkeitskriegs geprägt waren. Sein Großvater Captain John Ingram betrieb eine Leinsamenmühle in Glennane und finanzierte 1782 ein Freiwilligen-Corps im County Armagh bekannt als Lisdrumhure Volunteers oder Mountnorris Volunteers. Als Ingram sechs Jahre alt war (1829), starb sein Vater William Ingram, ein Gelehrter am Trinity Colleg und Rektor der Church of Ireland. Daraufhin zog seine Mutter mit ihren fünf Kindern nach Newry, um eine bessere Ausbildung für die Kinder zu gewährleisten. Ingram besuchte zunächst die Mr. Lyons School in Newry von 1829 bis 1837. 1840 veröffentlicht Ingram mit sechzehn Jahren Sonette im Dublin University Magazine.

## Karriere
Am 13. Oktober 1837 schrieb er sich als Student am Trinity College (Dublin) ein und blieb diesem für siebzig Jahre treu. Er studierte Rhetorik, Rechtswissenschaft, Englische Literatur und Griechisch. Er interessierte sich zunehmend für Soziologie und Ökonomie, die sich in der zweiten Hälfte des 19. Jahrhunderts als eigenständige universitäre Disziplinen durchsetzten. In seinem im Jahre 1888 herausgegebenen Werk History of Political Economy (Geschichte der Volkswirtschaft) benutzte er erstmals den Begriff des Economic Man (Homo oeconomicus). Im März 1843 schrieb Ingram das Gedicht The Memory of the Dead in Gesellschaft der gleichgesinnten Gelehrten John O’Regan, Thomas O’Regan und George Shaw. Diese Ballade zur Erinnerung an die Toten der von den United Irishmen geführten Irischen Rebellion von 1798 wurde dann am 1. April 1843 in The Nation Newspaper veröffentlicht. Das Gedicht wurde 1845 von John Edward Piggot für Stimme und Piano vertont, davor wurde es mit der Melodie von Auld Lang Syne gesungen.
Er war ein Verfechter der Home Rule für Irland, gleichzeitig aber war er auch für die Entwicklung Irlands durch Anlehnung an das Königreich Großbritannien (Irland schied erst 1949 nach über drei Jahrhunderten britischer Herrschaft aus dem Commonwealth aus).
Ingram starb 1907 in Dublin und wurde auf dem Mount Jerome Cemetery bestattet.

## Arbeiten für die Encyclopedia Britannica
Ingram schrieb nach Angaben seines Biografs Sean D. Barrett von 1882 bis 1888 einige Artikel für die neunte und elfte Ausgabe der Encyclopedia Britannica über Pierre Leroux, Cliffe Leslie, John Ramsay McCulloch, Georg Ludwig von Maurer, William Petty, Francois Quesnay, Karl Rau, David Ricardo, Jean Baptiste Say, Adam Smith, Jacques Turgot und Arthur Young. In seinem Artikel über Sklaverei in schreibt der Anhänger von Auguste Comte, dass dieser und David Hume die beste Philosophie der Sklaverei liefern würden. Hier zitiert Ingram bereits früher als andere W. E. B. Du Bois Suppression of the African Slave Trade to the United States. Du Bois’ Buch wird von Ingram zitiert als eines der Hauptwerke über Sklaverei zwischen dem 18. und frühen 20. Jahrhundert.
Ingram empfiehlt für die wirtschaftliche Steigerung und die Organisation von Arbeit folgende Lektüre:
- Adam Smith: Wealth of Nations – (Buch 3, Kapitel 2)
- John Stuart Mill: Political Economy – (Buch 2, Kapitel 5)
- John Elliott Cairnes: Slave Power – (Kapitel 2)[1]

Er verfasste auch Artikel über Sumptuary Laws (Kleiderordnungs- und Konsumgesetze). 1891 bis 1896 schrieb Ingram Artikel im Palgrave's Dictionary of Economics über Cliffe Leslie, Friedrich List und Karl Marx. Weiterhin schrieb er auch über die Themen Arbeit und Gewerbe, die er mit dem Thema Sklaverei, einschließlich der Domestic Slavery (Dienstbotensklaverei) in Europa, verband. Sein Buch A History of Slavery and Serfdom basierte auf seinem Artikel über Sklaverei mit einem Blick auf den französischen Volkswirtschaftler und Journalisten Charles Dunoyer, der meinte, dass die Wirtschaftsordnung jeder Gesellschaft auf Sklaverei und dem Vorhandensein von Industrieberufen beruhte.

## Würdigungen
- John Kells Ingrams Einfluss auf das Fachgebiet der Ökonomie beschreibt der Ökonom Richard Ely von der Johns Hopkins University und der University of Wisconsin wie folgt:

Ein menschlicher und freundlicher Geist übernahm die Stätte der alten Trockenheit und Härte, die so viele von den besten Geistern vom Studium der Ökonomie zurückgehalten hatte und gewann sie so für diese „trübe Wissenschaft“. Darüber hinaus hat das Problem des Proletariats, den Zustand und die Zukunft der Arbeiterklasse, die Gefühle und auch den Intellekt ergriffen, auch den der Gesellschaft, und dieses Problem wird in einem ernsthafteren und mitfühlenderem Geist betrachtet als zuvor
- 1998 – Im Jahre 1998 wird der Einfluss von Auguste Comte und des Positivismus in einem „Handelsblatt“, herausgegeben vom Trinity College, ausführlich diskutiert – zum zweihundertsten Jahrestag der Irischen Rebellion von 1798 –, an welches Ereignis eben Ingram mit Memory of the Dead erinnerte.[4]

## Werke

### Belletristik
- 1840 – Sonnets –, In: The Dublin University Magazine
- 1843 – The Memory of the Dead
- 1845 – The pirate's revenge, or, A tale of Don Pedro and Miss Lois Maynard –, Wright's Steam Power Press, Boston 1845.
- 1846 – Amelia Somers, the orphan, or, The buried alive –, Wright's Steam Power Press, Boston 1846.
- 1897 – Love and Sorrow, priv., Dublin 1897.
- 1900 – Sonnets and Other Poems, Adam & Charles Black, London 1900

### Sachliteratur
- 1878 – The present position and prospects of political economy (1878), (deutsch von H. v. Scheel, Jena 1879)
- 1888 – A History of Political Economy Edinburgh, Adam and Charles Black (1888); New York, Macmillan (1894); McMaster University Archive for the History of Economic Thought, number ingram1888 (online). (Sonderdruck aus der Encyclopaedia Britannica, 1888; deutsch von Roschlau, Tübingen 1890)
- 1895 – A History of Slavery and Serfdom London, Adam and Charles Black; New York, Macmillan (1895) (reprinted Lightning Source (2007) ISBN 1-4304-4390-1 (Deutsche Version: Geschichte der Sklaverei und der Hörigkeit, deutsch von L. Katscher, Dresden 1895; Geschichte der Sklaverei und der Hörigkeit, Reprint-Verlag-Leipzig, ISBN 3-8262-0902-8):
- Outlines of history of religion (1900)
- 1900 – Sonnets and Other Poems. A. & C. Black 1900.
- 1901 – Human Nature and Morals According to Auguste Comte. A. & C. Black 1901.
- 1904 – Practical Morals (1904)
- 1905 – The Final Transition (1905)
- Außerdem viele Arbeiten über englische Literatur und griechische und lateinische Etymologie.